# 贾内尔·埃尔福德
贾内尔·埃尔福德（英語：Janelle Elford，1970年2月13日—），澳大利亚女子游泳运动员。她曾代表澳大利亚参加1990年英联邦运动会游泳比赛，获得一枚金牌、一枚银牌和一枚铜牌。她也曾参加1988年夏季奥林匹克运动会。